# فریب خورده (باب‌اسفنجی شلوارمکعبی)
فریب‌خورده (به انگلیسی: Shanghaied) یکی از قسمت‌های سریال آمریکایی باب اسفنجی شلوار مکعبی است که در تاریخ ۹ مارس ۲۰۰۱ (۱۹ اسفند ۱۳۷۹) از شبکه نیکلودئون پخش شد. این قسمت پارت اول از قسمت سیزدهم فصل دوم این سریال است. اما از نظر تکی، قسمت سی و سوم از فصل دوم است. پارت دوم قسمت سیزدهم و فصل دوم «گری به حمام می‌رود» نام دارد. این قسمت توسط آرون اسپرینگر کارگردانی شده و توسط آرون اسپرینگر، کارل هاروی گرینبلت و مری ودر ویلیامز نوشته شده‌است. این قسمت در ایران که با نام «فریب خورده» مشهور است، توسط شبکه پرشین تون دوبله و پخش شده‌است. وبسایت IMDB از ۱۰ به آن امتیاز ۹٫۱ را داده‌است.
در این اپیزود باب و پاتریک و اختاپوس به صورت اتفاقی سر از کشتی دشمن پرنده در می آورند و ناخوسته کاری می کنند که دشمن پرنده انها را به عنوان برده خود انتخاب کند. از این قسمت می توان به عنوان یک ویژه برنامه باب اسفنجی نام برد زیرا ما شاهد حضور پچی دزد دریایی و طوطی اش پاتی هستیم و همچنین زمان این قسمت بیش از زمان عادی یک قسمت از سریال است. این قسمت جزو جالب ترین، خنده دار ترین و خاطره انگیز ترین قسمت های سریال است. صحنه خاص و خنده دار و حتی در بعضی صحنه ها هیجان انگیزی دارد که در هیچ کدام از قسمت های دیگر باب اسفنجی دیده نشده است.  

## شخصیت ها و دوبلور
نسخه اصلی:
تام کنی - باب اسفنجی
بیل فاگرباکی- پاتریک
برایان دویل-موری - دشمن پرنده
راجر بامپس - اختاپوس
دوبله فارسی:
کریم بیانی - باب اسفنجی
ابراهیم شفیعی - پاتریک ستاره
امیر منوچهری فر - دشمن پرنده، اختاپوس